# میچیسواو وویچک
میچیسواو وویچک (انگلیسی: Mieczysław Wojczak؛ زادهٔ ۲۳ ژانویهٔ ۱۹۵۱) بازیکن هندبال اهل لهستان است.